# Тадеуш Кантор
Тадеуш Кантор (пољ. Tadeusz Kantor; Вјелполе Скжињскје, 6. април 1915 — Краков, 8. децембар 1990) је био пољски режисер, сликар, сценограф, графичар, аутор уметничких манифеста и оснивач авангардног Позоришта „Cricot 2“ у Кракову. Радио је у Пољској, али и ван њених граница.

## Биографија
Био је апсолвент и професор у Краковској академији уметности (Akademia Sztuk Pięknych w Krakowie). Његова најпознатија дела су: „Дневник са путовања“ (пољ. „Dziennik z podróży“), „Човек и сто“ (пољ. „Człowiek i stół“), „Опасно освртање“ (пољ. „Niebezpieczne odwrócenie“) и „Повратак у породични дом“ (пољ. „Powrót do domu rodzinnego“).
Из периода студирања, као и Другог светског рата потичу његове прве слике, као и његова опчињеност позориштем. За време окупације Пољске основао је Независно позориште (пољ. Teatr Niezależny). Од тада су сликарство и позориште у Канторовом стваралаштву неодвојиви.
Био је убеђен да треба укинути границу између различитих врста уметности, те је, сем на сликарству и позоришту, радио и на разним другим уметничким областима: Организовао је разна уметничка догађања и стварао дела под називом „објекти уметности“.